# Hispastathes ferruginea
Hispastathes ferruginea là một loài bọ cánh cứng trong họ Cerambycidae.